# الطاقة الشمسية في الإمارات العربية المتحدة

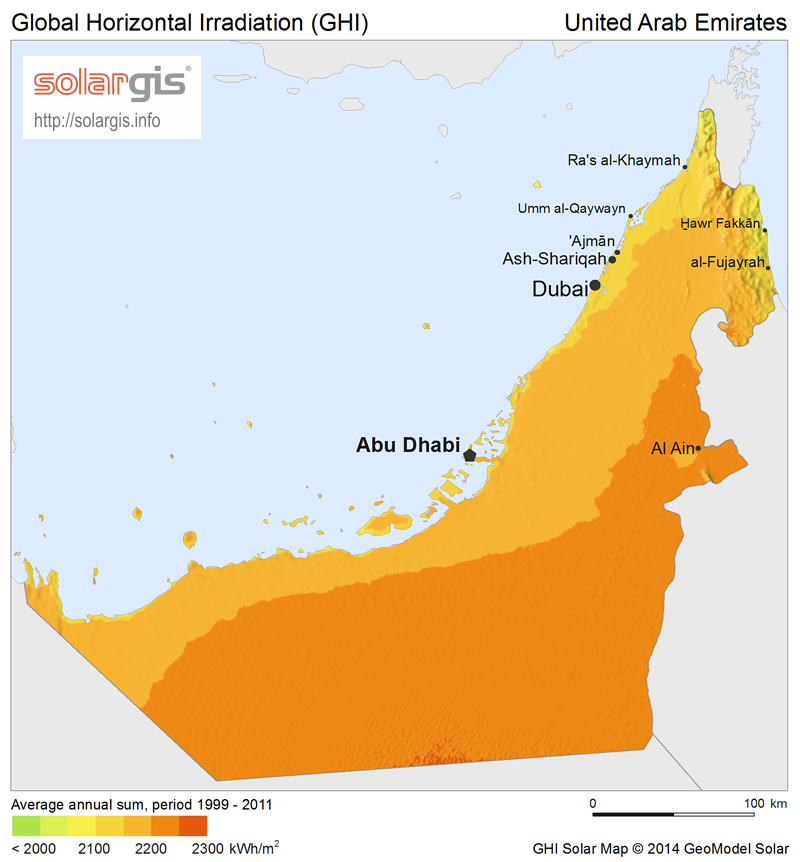
إمكانات الطاقة الشمسية في دولة الإمارات العربية المتحدة

الطاقة الشمسية في الإمارات العربية المتحدة لديها القدرة على توفير معظم الطلب على الكهرباء في البلاد. على الرغم أن دولة الإمارات العربية المتحدة هي دولة رئيسية منتجة للنفط فقد اتخذت خطوات لإدخال الطاقة الشمسية على نطاق واسع. ومع ذلك لا تزال الطاقة الشمسية تمثل حصة صغيرة من إنتاج الطاقة في البلاد. حتى عام 2013 لم يكن هناك طاقة شمسية تشغيلية في الإمارات العربية المتحدة. كانت البلاد سادس أكبر مصدر لانبعاثات ثاني أكسيد الكربون للفرد في العالم في عام 2009 مع 40.31 طن  لكنها تخطط لتوليد الغالبية العظمى من طاقتها الكهربائية بحلول عام 2050 من مصادر الطاقة الشمسية والنووية.

## حسب المنطقة

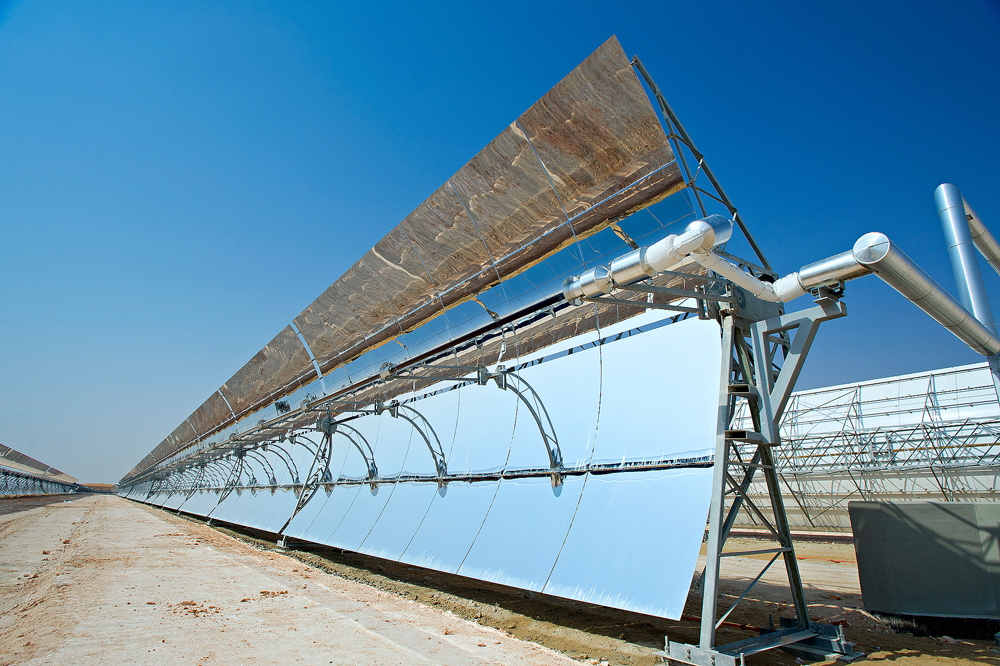
محطة شمس للطاقة الشمسية في أبوظبي

### أبو ظبي
في عام 2013 تم تشغيل محطة شمس للطاقة الشمسية وهي محطة للطاقة الشمسية المركزة بقدرة 100 ميجاوات بالقرب من أبوظبي. بلغت تكلفة محطة شمس 600 مليون دولار وهي أكبر محطة طاقة شمسية خارج الولايات المتحدة وإسبانيا ومن المتوقع أن تتبعها محطتان أخريان: شمس 2 وشمس 3.
تم تصميم مدينة مصدر في أبوظبي لتكون أكثر المدن استدامة من الناحية البيئية في العالم. يتم توليد الطاقة بواسطة 10 محطات لتوليد الكهرباء بالطاقة الشمسية الكهروضوئية التي تقع في المدينة بقدرة 1 ميغاواط من الألواح الشمسية.

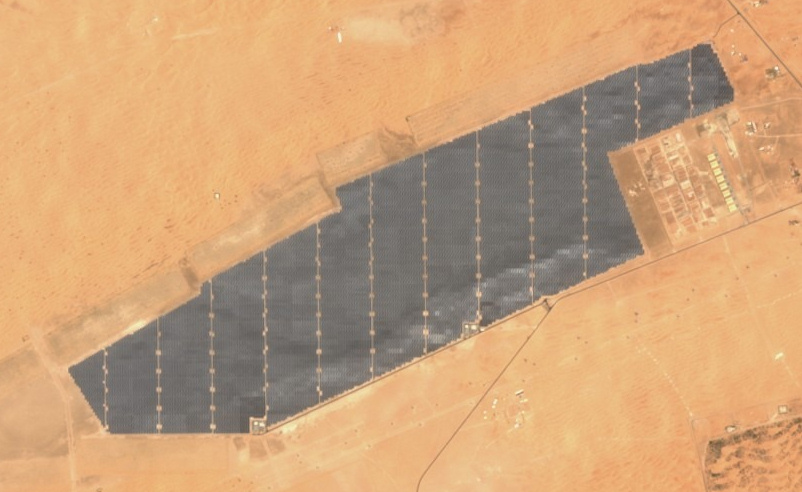
محطة نور أبوظبي للطاقة الشمسية

تُعتبر “نور أبوظبي” من أكبر المحطات المستقلة لإنتاج الطاقة الشمسية على مستوى العالم. وتقع المحطة في منطقة سويحان بإمارة أبوظبي، وتبلغ سعتها الإنتاجية 1.2 غيغا واط، وتتضمن أكثر من 3.3 مليون لوح شمسي. وقد بدأت تشغيل عملياتها التجارية في  2019
تعد محطة الظفرة للطاقة الشمسية الكهروضوئية  المحطة الأكبر عالميا لتوليد الكهرباء من طاقة الشمس ضمن موقع واحد، وتبلغ طاقتها الانتاجية 2 غيغاواط باستخدام  4 مليون لوح شمسي ثنائي الوجه، لتوليد طاقة كهربائية كافية لما يقارب 200 ألف منزل مما يحقق التخلص من انبعاث 2.4 مليون طن من ثاني أكسيد الكربون سنوياً وقد اكتملت  عام 2023

### دبي

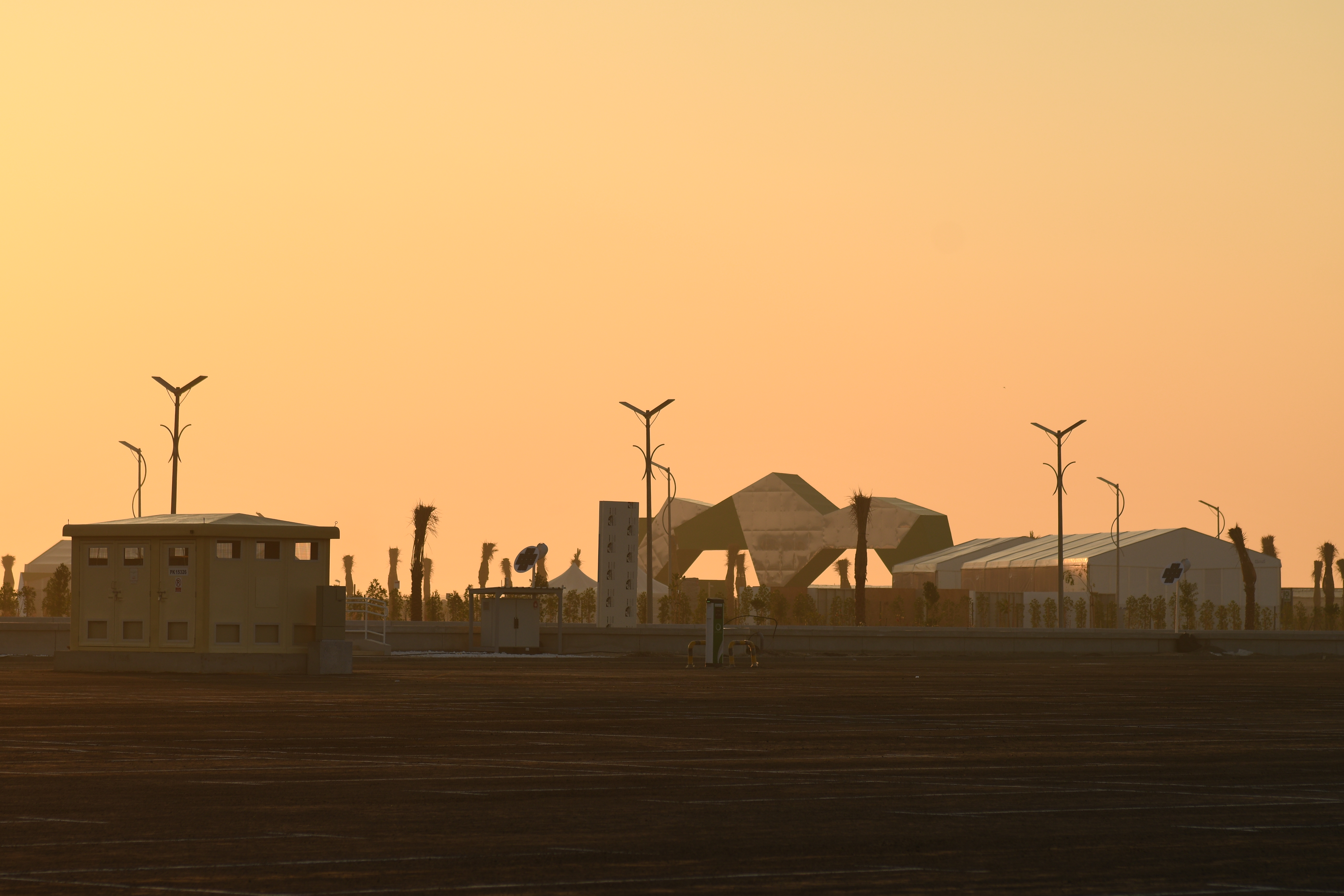
مجمع محمد بن راشد آل مكتوم للطاقة الشمسية

تهدف إستراتيجية دبي للطاقة النظيفة إلى توفير 7 في المائة من الطاقة في دبي من مصادر الطاقة النظيفة بحلول عام 2020. سيزيد هذا الهدف إلى 25 في المائة بحلول عام 2030 و 75 في المائة بحلول عام 2050.  بسبب مجموعة متنوعة من العوامل كان لدى تحالف شركات تدعمه السعودية محاولة منخفضة لبناء مزرعة طاقة شمسية في دبي مقابل 3 ¢ / kW فقط.
المرحلة الأولى تشمل حديقة محمد بن راشد آل مكتوم للطاقة الشمسية في سيح الدحل على بعد حوالي 50 كم جنوب مدينة دبي وهي مزرعة شمسية تبلغ مساحتها 13 ميغاواط والتي تم بناؤها بواسطة شركة First Solar في عام 2013. تستخدم 152.880 لوح تيلوريد الكادميوم الشمسي سوداء من نوع FS-385 ويولد حوالي 24 غيغاواط ساعة في السنة. 
المرحلة الثانية هي محطة طاقة يبلغ انتاجها (200 ميغاواط AC (260   MW p ) وتم بناؤها بتكلفة 320 مليون دولار أمريكي من قبل كونسورتيوم بقيادة أكوا باور وشركة تي إس كيه الإسبانية. كان من المقرر بدء المرحلة الثانية بحلول أبريل 2017. تم الانتهاء منها قبل الموعد المحدد وتم تشغيله في 22 مارس 2017. عملت تي إس كيه كمقاول رئيسي للمشروع، بينما ستعمل أكوا باور على تشغيل المحطة. تشمل المرحلة 2.3 مليون لوحة شمسية ضوئية موزعة على مساحة 4.5 كم 2 . حصلت أكوا باور على قرض تمويل لمدة 27 عامًا بقيمة 344 مليون دولار من بنك الخليج الأول والبنك التجاري الوطني ومجموعة سامبا المالية. يستخدم المصنع ألواح تيلوريد الكادميوم الشمسي سوداء من نوع FS-385.
في أبريل 2015 أعلنت هيئة كهرباء ومياه دبي عن المرحلة الثالثة وهي 800 ميغاواط جنبا إلى جنب مع هدف دبي لزيادة حصة مصادر الطاقة المتجددة في مزيج الطاقة إلى 7 ٪ بحلول عام 2020.
تعد حديقة محمد بن راشد آل مكتوم للطاقة الشمسية واحدة من أكبر المشاريع المتجددة في العالم استنادًا إلى نموذج منتج مستقل للطاقة (IPP). إلى جانب المراحل الثلاث التي تتكون من مزارع الطاقة الشمسية التي تستخدم تكنولوجيا الطاقة الكهروضوئية سوف يشمل المشروع طويل الأجل أيضًا تركيز الطاقة الشمسية (CSP). من المخطط أن تصل السعة الإجمالية للمشروع بأكمله إلى 3000   MW. 
تسببت المرحلة الثانية من المشروع والتي تبلغ 200 ميجاوات في جذب انتباه العالم حيث حدد التحالف الفائز بالمناقصة تعريفة قياسية جديدة تبلغ 5.89 دولار أمريكي فقط للكيلووات / ساعة. وهذا أقل بحوالي 20٪ من أي اتفاقية شراء طاقة غير مدعومة سابقة شهدها العالم من قبل. 
بالتوازي مع مشاريع المرافق العامة في حديقة محمد بن راشد آل مكتوم للطاقة الشمسية أطلقت هيئة كهرباء ومياه دبي في مارس 2015 أيضًا نظام قياس صافي لتشجيع الشركات والأفراد على تثبيت الطاقة الشمسية على أسطح منازلهم. في حين أن المخطط طوعي حاليًا فإن الألواح الشمسية يجب أن تكون إلزامية لجميع المباني في دبي بحلول عام 2030.

### رأس الخيمة
في عام 2016، اقترحت شركة UTICO وهي شركة إماراتية خاصة لتحلية المياه والطاقة بناء محطتين للأنظمة الكهروضوئية في رأس الخيمة: المزرعة الأولى بقدرة 120 ميجاوات والمزرعة الثانية بقدرة 20 ميجاوات. تجري الجامعة الأمريكية في رأس الخيمة أبحاثًا حول الطاقة الشمسية وتدير شبكات صغيرة تعمل بالطاقة الشمسية / الديزل.
كشفت رأس الخيمة عن إستراتيجية في يناير 2019 لبناء مشروع للطاقة الشمسية بقوة 1.2 جيجاواط يتكون من توفير 600 ميجاوات من الطاقة الشمسية على أسطح المنازل و 600 ميجاوات من مشروع على نطاق واسع يسمى بارجيل كجزء من إستراتيجية الإمارة في تحقيق تحسينات في كفاءة استخدام الطاقة بنسبة 30 ٪ و 20 ٪ من توفير المياه و 20 ٪ توليد الطاقة المتجددة بحلول عام 2040.

### الشارقة
في عام 2019، قامت مؤسسة الشارقة الوطنية للنفط (SNOC) بتشغيل محطتين صغيرتين للطاقة الشمسية في منشآتها في الحمرية. وقد أظهرت المشاريع إمكانية دمج محطات الطاقة الشمسية في منشآت الهيدروكربون البنيوية الحالية ومن المتوقع أن تقلل من البصمة الكربونية للشركة بمقدار 8600 طن على مدى 25 عامًا.
في أكتوبر 2023، أعلنت مؤسسة الشارقة الوطنية للنفط (SNOC) وإيميرج (مشروع مشترك بين مصدر وإي دي إف رينيوابلز) عن خطط لبناء محطة للطاقة الشمسية بقدرة 60 ميجاوات في منشأة الصجعة التابعة لمؤسسة الشارقة الوطنية للنفط في إمارة الشارقة.
كما أعلنت شركة بيها عن خطط لبدء أول تحويل لمكب نفايات في الشرق الأوسط إلى حديقة شمسية بإنتاج مخطط يبلغ 120 ميجاوات مع استخدام 68 هكتارًا من الأراضي.

## روابط خارجية
- Interview على يوتيوب - مايكل ليبريش، «أرخص طاقة شمسية في العالم»، عن مستوى قياسي منخفض بلغ 5.84 سنت أمريكي / كيلوواط ساعة في العام
- الطاقة الشمسية في دبي ، حديقة محمد بن راشد آل مكتوم للطاقة الشمسية، هيئة كهرباء ومياه دبي، حكومة دبي